# (7469) Krikalev
(7469) Krikalev ist ein Asteroid des Hauptgürtels, der am 15. November 1990 von der russischen Astronomin Ljudmila Iwanowna Tschernych an der Außenstelle des Krim-Observatoriums (IAU-Code 095) in Nautschnyj entdeckt wurde.
Der Asteroid wurde am 13. April 2006 nach dem russischen Kosmonauten Sergei Konstantinowitsch Krikaljow (* 1958) benannt, der bei sechs Raumflügen rund 803 Tage im Erdorbit verbrachte und bei seinem vierten Raumflug im Rahmen der Mission STS-88 am Aufbau der ISS beteiligt war.